# AO Trikala
AO Trikala (griechisch: Αθλητικός Όμιλος Τρίκαλα oder Α.Ο. Τρίκαλα Π.Α.Ε. ) ist ein griechischer Fußballverein aus der Stadt Trikala. Aktuell spielt der Verein in der zweithöchsten griechischen Fußballliga, der Super League 2.

## Geschichte

### Gründung
Der Verein wurde 1963 durch die Fusion zweier rivalisierender Fußballvereine aus Trikala, AO Achilles und ΑE Trikala, gegründet. Die Geschichte der Ursprungsvereine lässt sich bis in die frühen 1920er Jahre zurückverfolgen, als das allgemeine Interesse am Fußball in Trikala zu steigen begann. Der Zusammenschluss erwies sich schnell als erfolgreich, da man nur ein Jahr nach der Gründung in erste griechische Liga aufsteigen konnte.

### 1963–2013
Nachdem man die Premierensaison in der zweiten griechischen Liga direkt mit dem ersten Platz beenden konnte, folgten (mit Ausnahme der Saison 1967/68) fünf erfolgreiche Jahre in der ersten Liga. Trikala verbrachte anschließend zwei Jahre in der zweiten Liga, bevor man diese 1971 erneut gewinnen konnte und in die erste Liga aufstieg. Im Jahr 1973 folgte dann der erneute Abstieg. Nach zehn Jahren in der zweiten Liga stieg der Klub 1983 schließlich in die dritte Liga ab. Die folgenden Jahre waren die sportlich Erfolglosesten der Klubgeschichte: Sieben der nächsten zwölf Jahre sollte Trikala in der dritten Liga verbringen.
Im Jahr 1995 schaffte man schließlich den Wiederaufstieg in die zweite Liga, um vier Jahre später, nach 27 Jahren Abwesenheit, wieder in die Super League aufzusteigen. Der Erfolg war nur von kurzer Dauer. Dem Abstieg 1999/00 folgte ein katastrophaler Lauf, welcher 2003 im Abstieg in die vierte Liga gipfelte.
In der Saison 2009/10 ließ man, trotz guter Ergebnisse im Pokal, auswärts einige Punkte liegen. Eine Siegesserie von neun Spielen am Stück, sicherten Trikala letztendlich jedoch den zweiten Tabellenplatz und das damit verbundene Play-off-Spiel um den Aufstieg.
Das Play-off-Spiel wurde am 29. Mai im Nea-Smyrni-Stadion in Athen ausgetragen. Mehr als 4000 Fans von AO Trikala sahen beim 2:0-Sieg gegen Vyzas Megaron, ein starkes Spiel ihres Vereins. Der costa-ricanische Stürmer Enoc Perez erzielte beide Treffer.

### 2013–heute
In der Saison 2010/2011 erreichte man den vierten Platz in der Beta Ethniki und qualifizierte sich damit für die Aufstiegs-Playoffs in die Super League. Statt um den Aufstieg mitzuspielen, wurde Trikala jedoch aufgrund gefälschter Bankunterlagen zur Liquidität des Vereins disqualifiziert und musste in die niedrigste griechische Liga zwangsabsteigen. Nach weiteren Untersuchungen, bei denen finanzielle Unregelmäßigkeiten und nicht veröffentlichte Schulden aufgedeckt wurden, wurde Trikala auch aus der Delta Ethniki ausgeschlossen. Dies löste verärgerte Reaktionen der Fans aus, welche den umstrittenen Besitzer Vangelis Plexidas für die missliche Lage des Vereins verantwortlich machten.
In der Saison 2013/14 startete der Verein unter neuer Führung in der Regionalliga Trikala (Α1 ΕΠΣ Τρίκαλα) neu und spielt nach drei Aufsteigen mittlerweile wieder in der Super League 2.

## Ligenzugehörigkeit
- Super League (7): 1964–1967, 1968–1969, 1971–1973, 1999–2000
- Super League 2 (1): 2020–heute
- Football League (29): 1963–1964, 1967–1968, 1969–1971, 1973–1983, 1984–1988, 1991–1992, 1995–1999, 2000–2001, 2010–2011, 2015–2020
- Gamma Ethniki (13): 1983–1984, 1988–1991, 1992–1995, 2001–2003, 2005–2007, 2009–2010, 2014–2015
- Delta Ethniki (2): 2003–2005

## Erfolge

### Ligen
- Football League 
 Sieger (5): 1963/64, 1967/68, 1970–71, 1998/99, 2019/20
- Gamma Ethniki 
 Sieger: 2014/15
- Delta Ethniki 
 Sieger: 2004/05, 2008/09

### Pokale
- Gamma Ethniki Sieger: 2014/15[4]